# 第336步兵師 (德國國防軍)
德國國防軍陸軍第336步兵師（德語：336. Infanterie-Division）是納粹德國國防軍陸軍的一個步兵師。該師於1940年12月組建。
該師組建後，在法國和比利時駐紮。1942年5月，該師調往東線，此後一直在當地作戰。
該師最後於1944年5月在克里米亞攻勢被殲。

## 註腳
1. ↑  Mitcham（2007年）